# Реставрация Мэйдзи
Реставра́ция Мэйдзи (яп. 明治維新 Мэйдзи Исин), известная также как Обновле́ние Мэйдзи и Револю́ция Мэйдзи, — комплекс политических, военных и социально-экономических реформ в Японии 1868—1889 годов, превративший отсталую аграрную страну в одно из ведущих государств мира. Являлась переходом от самурайской системы управления в форме сёгуната к формально прямому императорскому правлению императора Мэйдзи и его правительства. Император Мэйдзи, как и большинство императоров в истории Японии, не обладал реальной властью для управления страной, так как большую часть истории Японии (почти непрерывно с конца периода Хэйан, включая период после реставрации Мэйдзи) императоры хоть формально и имели абсолютную власть, и почитались как «живые божества», но не имели реальной власти, которая была сосредоточена в руках военных правителей (сёгунов), а в более поздний период — у парламента и военных.
Эпоха Мэйдзи существенно повлияла на государственный строй, законодательство, Императорский двор, провинциальную администрацию, финансы, промышленность, дипломатию, образование, религию и другие сферы жизни японцев. С реставрацией Мэйдзи связывается формирование японского национального государства нового времени и японской национальной идентичности. Период Мэйдзи характеризовался ломкой японского традиционного образа жизни и резким переходом от культурной, технологической, экономической и политической самоизоляции Японии к резкой открытости страны и японского общества ко всему иностранному, и ускоренным заимствованием и внедрением политических, технологических, экономических и культурных заимствований из других стран и цивилизаций, как географических и культурно близких Японии так и далёких. Поэтому реставрацию иногда называют «Революцией Мэйдзи».

## Предыстория

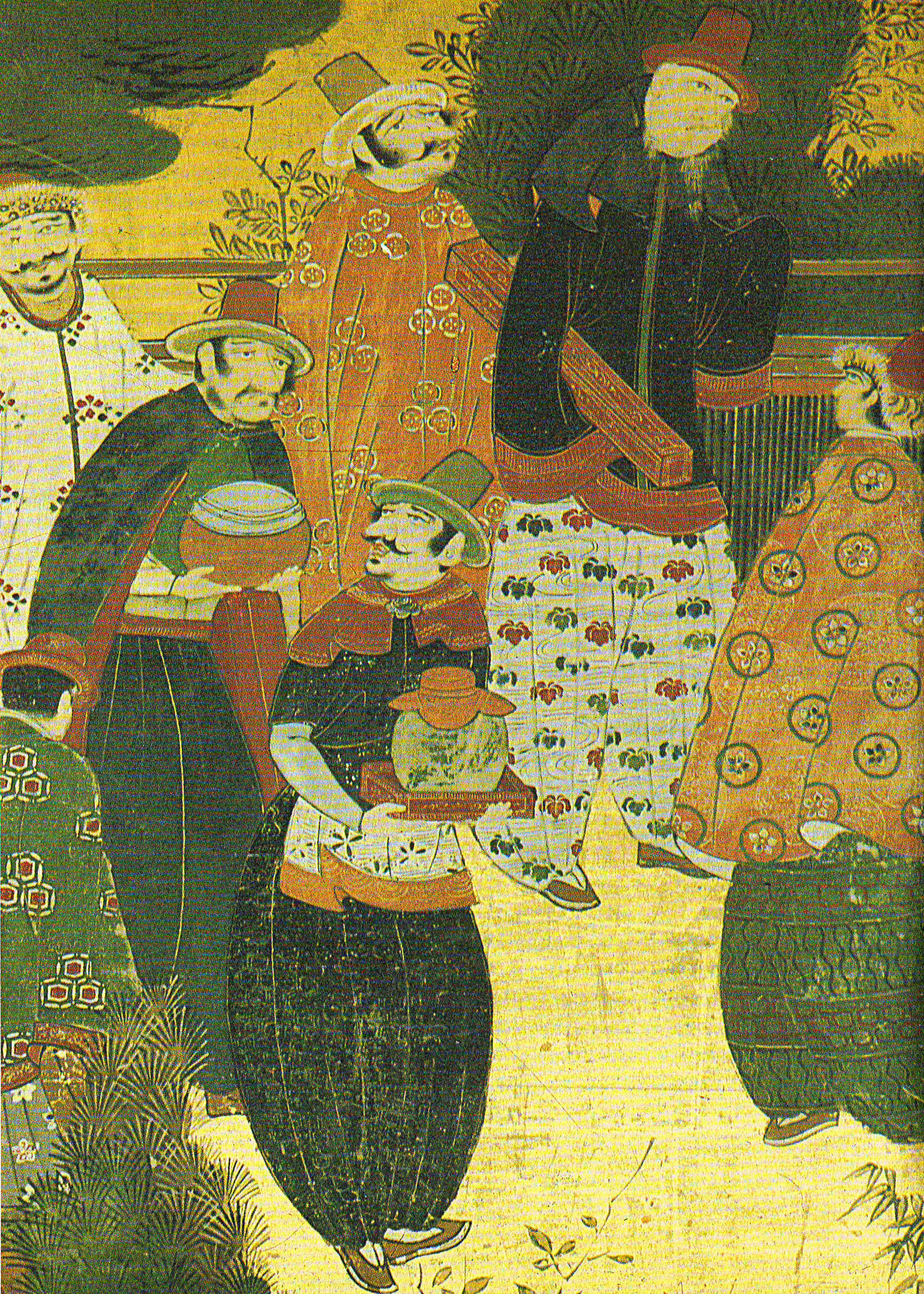
Голландские купцы в представлении японцев

Первыми европейцами, с которыми познакомились японцы, были португальцы, принёсшие сюда христианскую веру, нашедшую здесь среди некоторых представителей знати своих сторонников. Однако после Симабарского восстания (1637—1638) Япония полностью изолировала себя от европейского влияния. Единственными европейцами, через которых поддерживалась связь с Европой, была небольшая группа голландских купцов, которым было разрешено раз в год вести торговлю на небольшом искусственном острове в гавани Нагасаки. Эта политика «закрытых дверей» носила название «сакоку», в соответствии с которой жителям Японии под страхом смерти запрещалось покидать страну.
В 1825 году в Японии был издан приказ морской страже убивать на месте иностранцев, высаживающихся на берег. Основой такого решения был эдикт императора, требующий «не думать дважды».
Во времена сакоку наряду с ограничением посещений иностранцами территории Японии, её учёные внимательно изучали по книгам «голландскую премудрость» и заимствовали из них полезные сведения в области медицины, естествознания и новейшие технологии. В 1811 году официально был создан «Институт по изучению иностранных книг», а многие знатные семьи посылали на ограниченный срок свою молодёжь за границу. В результате в своих донесениях Перри с удивлением отмечал большую осведомлённость японцев о событиях в мире. В то время в Японии существовали две установки: Сонно дзёй, что значит: «Верность императору, повержение варваров» и Вакон ёсай — «Восточная этика, западная наука»

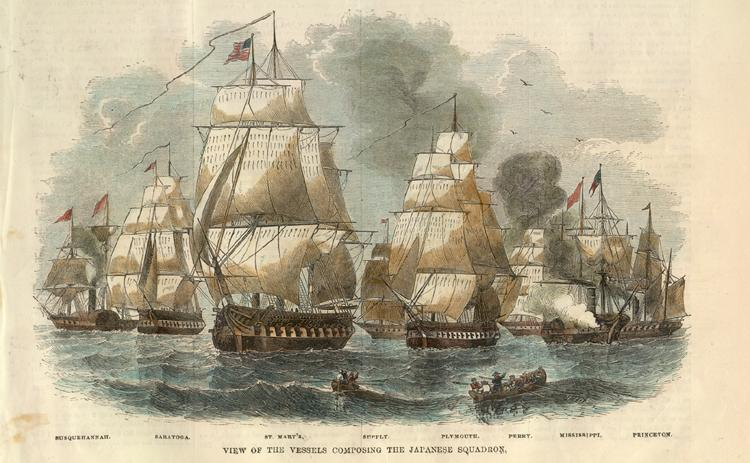
Корабли коммодора Перри

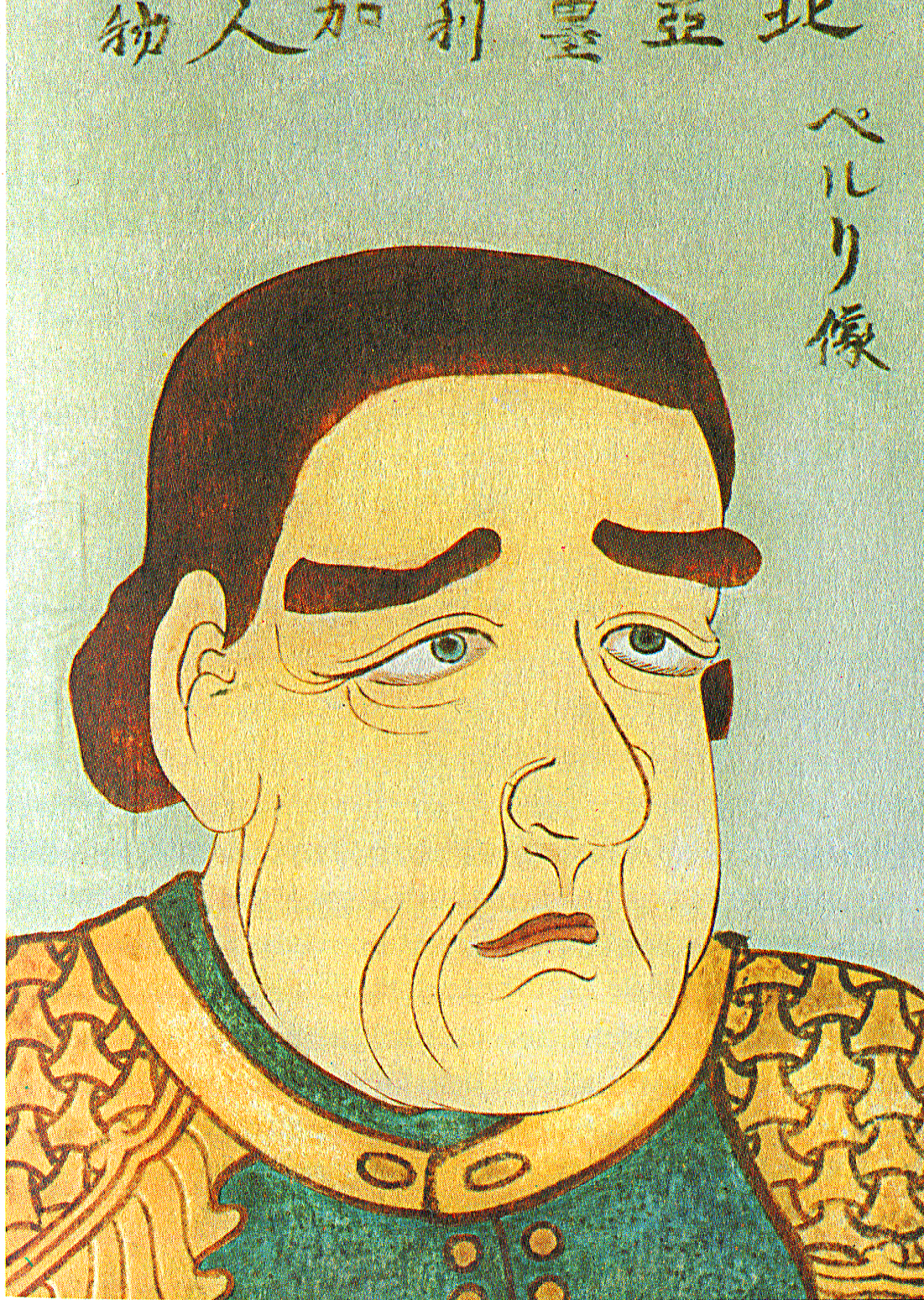
Коммодор Перри в представлении японцев

31 марта 1854 года в бухте города Эдо (Токио) бросила якорь эскадра вооружённых артиллерией американских «чёрных кораблей» под командованием коммодора Мэтью Перри. Он продемонстрировал японцам корабельные орудия Пексана, ставшие первыми морскими бомбическими орудиями, стрелявшими разрывным боеприпасом. Под угрозой силы ему удалось заключить неравноправный торговый договор (хотя не шло речи ни об оккупации, ни о колонизации страны), ставший историческим событием и покончивший с изоляцией Японии.
Поскольку сопротивление было совершенно бессмысленным, правительство сёгуната приняло решение всемерно овладеть достижениями Европы и Северной Америки, чтобы иметь возможность в будущем проводить собственную независимую политику. Тем более, что в 1863 году британский флот подверг ожесточённой бомбардировке самый южный японский город Кагосима в наказание за убийство там своего подданного. Была проведена и бомбардировка Симоносеки во время объединённой экспедиции Британии, США, Нидерландов и Франции. К тому же японцы были хорошо осведомлены о поражениях соседнего Китая в ходе Опиумных войн.
Характерной чертой мировоззрения населения Японии всегда была лояльность по отношению к императору и его почитания и обожествления. Авторитет императорской власти, совпадающий с сильно развитым чувством необходимости сохранения национальной идентичности во всех социальных слоях государства, обеспечивали быстрое проведение всех нужных для модернизации мероприятий. Sonno Kaikotou  — «Почитание императора, который над страной господствует»
стало национальным лозунгом.

## Ход событий

### Гражданская война
По возвращении сёгуном Токугава Ёсинобу государственной власти Императору, в Японии было сформировано новое правительство. 3 января 1868 года оно провозгласило указ о реставрации прямого Императорского правления. Согласно этому документу сёгунат Токугава ликвидировался, а управление государством переходило в руки Императора и его правительства. На совещаниях этого правительства было принято решение лишить экс-сёгуна всех рангов, титулов и большей части землевладений. Против этого решения выступили сторонники ликвидированного сёгуната. Япония оказалась расколотой на два лагеря и вступила в гражданскую войну. По японской традиции 1868 год именовался «годом земляного дракона» — по этой причине разразившаяся гражданская война и была названа войной Босин — буквально «Война года земляного Дракона».
В конце января сторонники бывшего сёгуната попытались захватить Киото и восстановить свою власть в стране. 27 — 30 января 1868 в битве при Тоба-Фусими их разбило уступавшее по численности, но модернизированное войско Императорского правительства. Сайго Такамори объявил экс-сёгуна врагом трона и повёл победоносную императорскую армию на северо-восток Японии до города Эдо, основной цитадели сёгуната. 3 мая 1868 императорские силы заняли Эдо без боя.

Возвращение государственной власти Императору
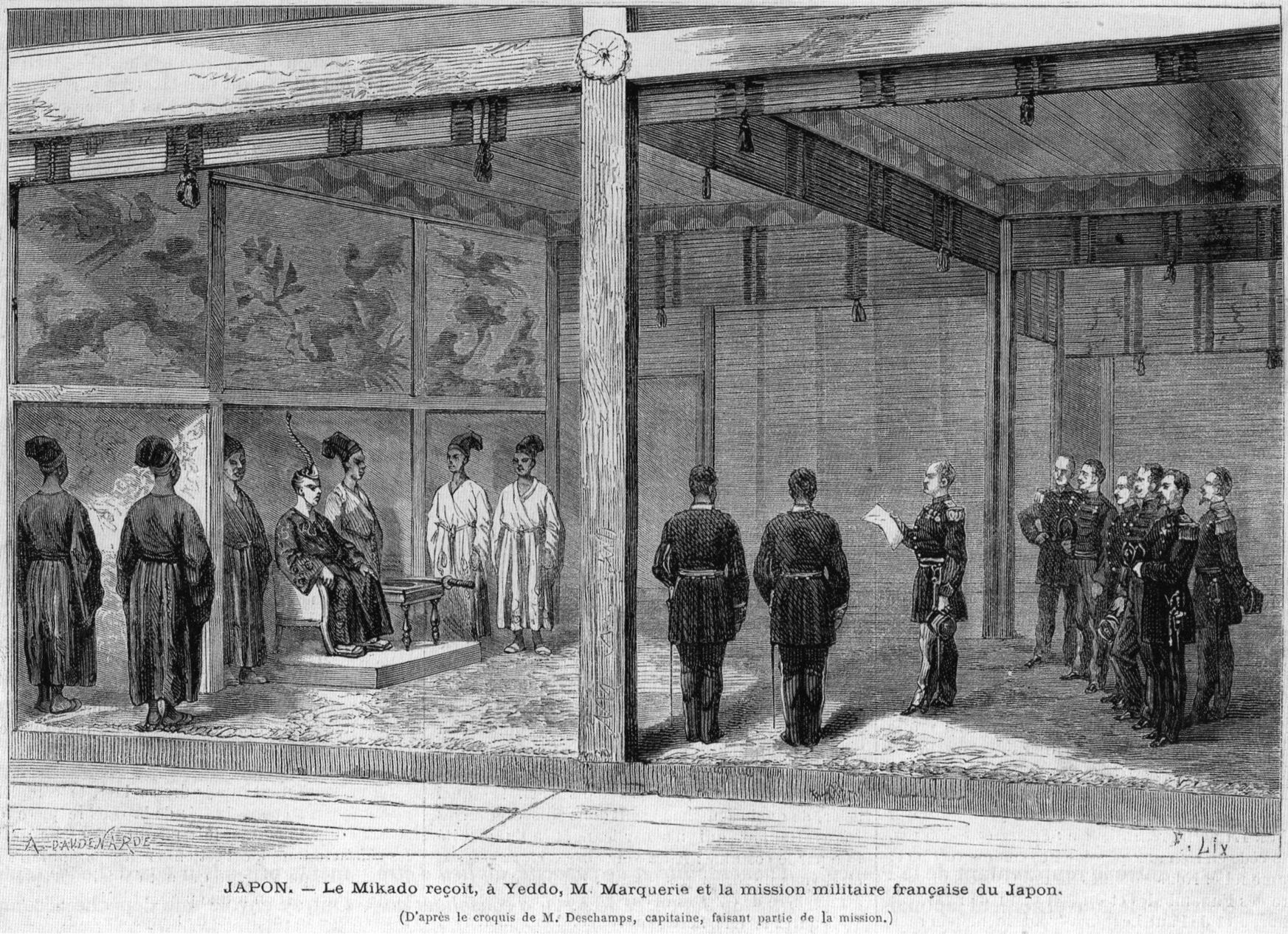
Микадо принимает французскую военную делегацию в Императорском дворце Киото
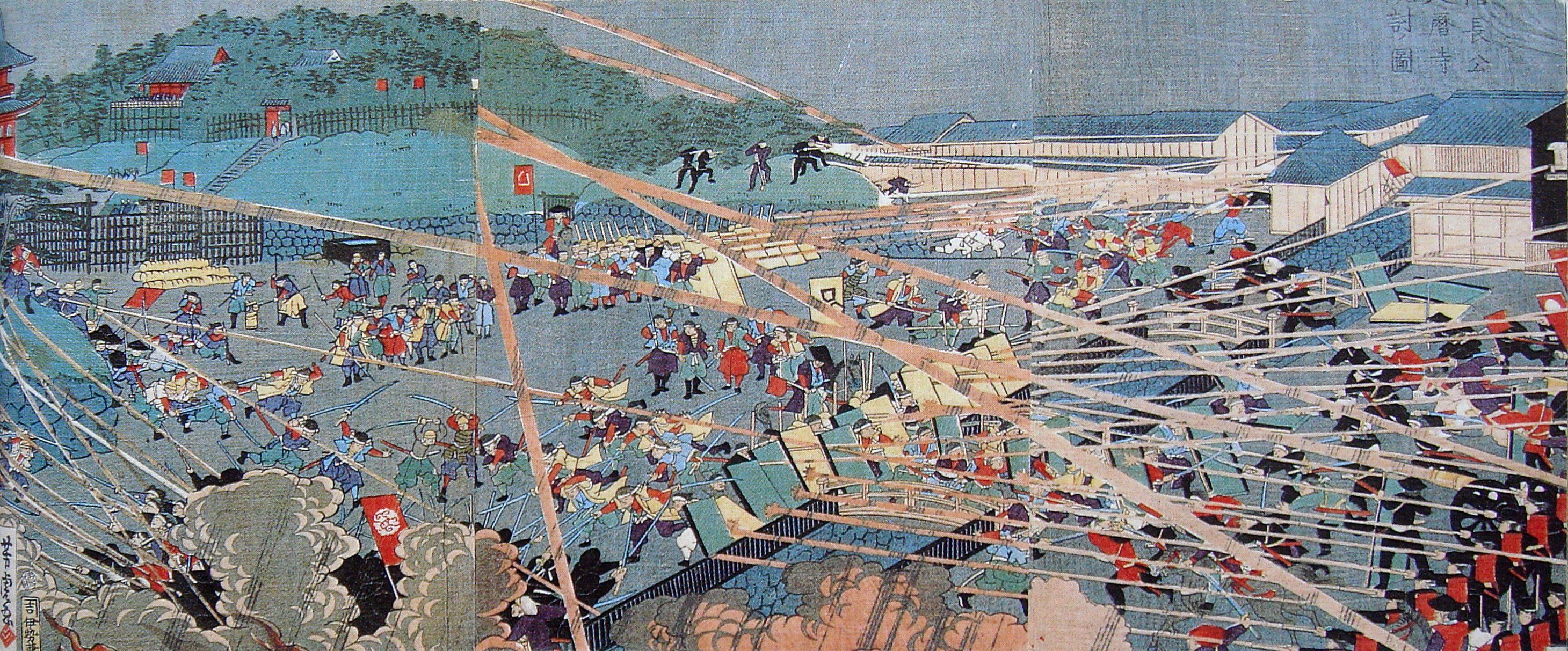
Битва при Уэно в гражданской войне Босин

В течение лета-осени они воевали в Северной Японии против Северного союза, выступавшего на стороне сёгуната. Он был окончательно разгромлен в ноябре того же года с падением замка Айдзу-Вакамацу. После того, как Ёсинобу капитулировал, большая часть Японии признала императорское правление, но ядро сторонников сёгуната, возглавляемых кланом Айдзу, продолжало сопротивление. После затяжного сражения, продолжавшегося месяц, клан Айдзу наконец признал своё поражение 23 сентября 1868, после чего множество юных самураев из отряда Белого Тигра (Бяккотай) совершили самоубийство. Через месяц Эдо был переименован в Токио и началась эпоха Мэйдзи.
В финальной стадии войны адмирал флота сёгуната, Эномото Такэаки, с остатками флота и несколькими французскими советниками бежал на остров Хоккайдо и организовал там республику Эдзо, объявив себя президентом. 27 июня 1869 отряды самопровозглашённой республики капитулировали перед правительственными войсками. Таким образом, за полтора года Императорское правительство смогло подавить оппозицию вооружённым путём и вернуть Японию под власть Императора.

### Правительство
В ходе гражданской войны императорское правительство установило новые политические стандарты. В феврале 1868 года оно заявило представителям иностранных государств в Японии, что является новым легитимным правительством страны. Император провозглашался главой государства, который имел право строить дипломатические отношения. 6 апреля 1868 года он издал Клятву Пяти пунктов, в которой изложил основные принципы реставрационного курса. Они предусматривали коллегиальность управления, участие всех сословий в выработке решений, отказ от ксенофобии и соблюдение международного права, открытость Японии миру ради получения новых знаний, необходимых для укрепления страны. Присяга была составлена перед японскими божествами всеми членами правительства в присутствии Императора.
11 июня 1868 года указом о государственном устройстве была утверждена новая структура правительства, которое стало называться Палатой большого государственного совета. Из Конституции США японцы позаимствовали формальное разделение власти на законодательную, исполнительную и судебную и обязали чиновников переизбираться на должности каждые 4 года. В центральном правительстве были установлены старшие службы, которые выполняли роль министерств, а в регионах — младшие, которые представляли центральную власть на местах.

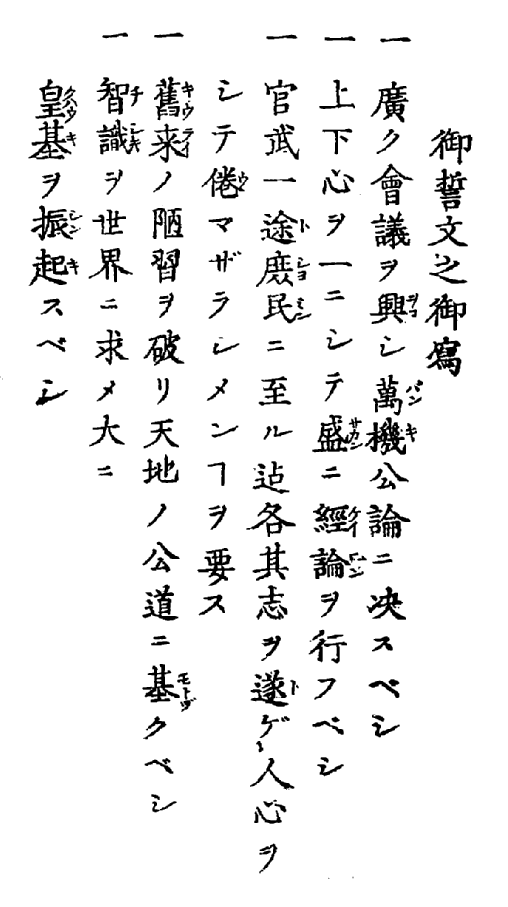
Официальный текст клятвы Пяти пунктов
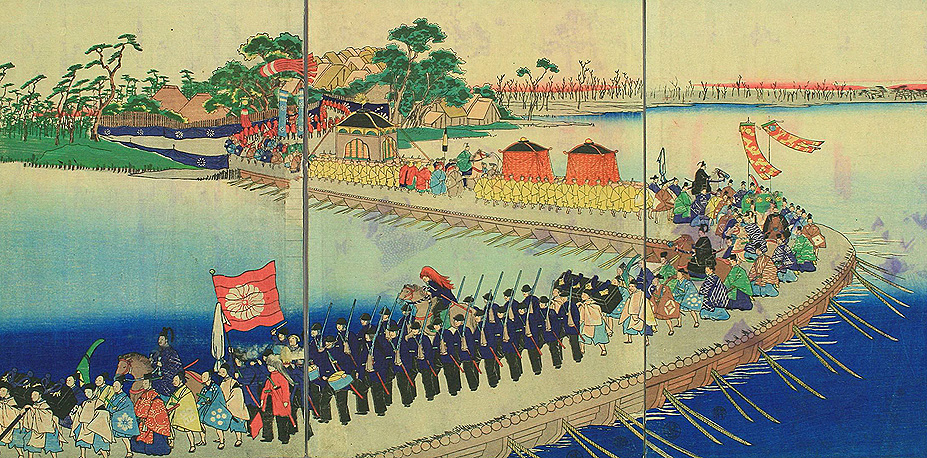
Император Мэйдзи покидает Киото и переезжает в Токио

В сентябре 1868 года, после захвата правительственными войсками города Эдо, его переименовали в «Восточную столицу» — Токио, а в октябре был принят новый девиз правления — Мэйдзи. Правительство решило использовать в будущем только один девиз по жизни одного монарха. 3 сентября 1869 Император перенёс свою резиденцию из традиционного Киото в Токио, ставший новой японской столицей.
Несмотря на обновление системы управления, императорское правительство не спешило реформировать японское общество. 7 апреля 1868 года оно опубликовало пять публичных объявлений для народа, в которых изложило традиционные для предыдущей эпохи положения, которые базировались на конфуцианской морали. Правительство призвало граждан Японии слушаться начальников, уважать родителей и старших, быть верными в браке, запрещало общественные организации, митинги и протесты, а также исповедание христианства.

### Реформы

#### Административная реформа
Условием формирования унитарной Японии была ликвидация старого федералистского устройства страны. Его единицами были автономные княжества, управляемые даймё. В ходе гражданской войны 1868—1869 годов японское правительство конфисковало владения сёгуната, которые разделило на префектуры. Однако территории княжеств-ханов остались вне его прямого контроля. 20 января 1869 года даймё четырёх проправительственных ханов: Сацума, Тёсю, Тоса и Хидзэн подали обращение, где говорилось, что всё в Японии принадлежит Императору.
В феврале 1869 года чиновники Кидо Такаёси и Окубо Тосимити предложили Императору переподчинить эти территории новому правительству. На предложение сразу согласились даймё-сторонники из Сацумы, Тёсю, Тосы и Хидзэна, которые вернули монарху свои земли вместе с населением. 25 июля 1869 года правительство приказало сделать то же самое даймё других княжеств, что было осуществлено без сопротивления, добровольно реестры земель и людей не передали лишь двенадцать князей, но были вынуждены это сделать согласно приказу.
В обмен на земли даймё становились главами региональных представительств центрального правительства и получали государственное жалование. Хотя земли ханов формально перешли к государству, сами ханы отменены не были. Их даймё сохраняли за собой право собирать налоги и формировать войска на вверенных им землях, и таким образом, оставались полу-автономными. Из-за такой половинчатой политики центрального правительства в регионах нарастало недовольство. С целью окончательно перейти к унитарной форме государственного устройства 29 августа 1871 года Императорское правительство провозгласило ликвидацию ханов по всей Японии и учреждение вместо них префектур. Бывших даймё ханов переселили из регионов в Токио, а на их место назначили зависимых от центра губернаторов префектур. До 1888 года количество префектур было сокращено с 306 до 47, особым округом был выделен Хоккайдо, также к префектурам были приравнены три крупных города — Токио, Киото и Осака.

#### Правительственная реформа
Одновременно с административной реформой шли преобразования в структуре правительства. За основу новой исполнительной вертикали была взята структура японского правительства VIII века. С 15 августа 1869 года правительство делилось на три палаты: главную, левую и правую. Главная палата выполняла функции кабинета министров. В её состав входили большой государственный министр, левый и правый министры, и советники. Левая палата была законодательным органом власти и совещательным органом при главной палате. В состав правой палаты входили восемь министерств, которые руководились министрами и их заместителями. Большинство постов в правительстве занимали выходцы из бывших княжеств Сацума (Сайго Такамори, Окубо Тосимити, Курода Киётака), Тёсю (Кидо Такаёси, Ито Хиробуми, Иноуэ Каору, Ямагата Аритомо), Тоса (Итагаки Тайсукэ, Гото Сёдзиро, Сасаки Такаюки) и Хидзэн (Окума Сигэнобу, Оки Такато, Соэдзима Танэоми, Это Симпэй), образовавшие в нём так называемые ханские фракции. Главные должности занимали столичные аристократы, такие как Сандзё Санэтоми и Ивакура Томоми.

#### Военная реформа
Одной из главных задач императорского правительства было создание новейшей боеспособной армии. После ликвидации княжеств их войска, состоявшие из самураев, были переподчинены военному министерству. 10 января 1873 года, по инициативе Омуры Масудзиро и Ямагаты Аритомо, правительство ввело в стране всеобщую воинскую повинность. Отныне все мужчины, достигшие 20-летнего возраста, были обязаны проходить службу в армии независимо от своего социального происхождения. От армейской службы освобождались главы семей и их наследники, чиновники, студенты, а также лица, которые уплатили откуп в 270 иен. Новейшая Императорская армия стала формироваться преимущественно из крестьян.
Одновременно с военной реформой были созданы отдельные от армии подразделения полиции. До 1872 года они подчинялись Министерству юстиции, а со следующего года — Министерству внутренних дел. Столичная полиция была организована в отдельное Управление токийской полиции.

#### Социальные реформы
Для построения национального японского государства Императорское правительство проводило также активную социальную политику. 25 июня 1869 года оно образовало два привилегированных сословия — титулованное (кадзоку) и нетитулованное (сидзоку) дворянство. В первое входили сами столичные аристократы и даймё ликвидированных ханов, а во второе — среднее и мелкое самурайство. Благодаря образованию двух сословий правительство пыталось преодолеть извечное противостояние самураев и аристократов, а также ликвидировать социальную дифференциацию и средневековую модель отношений «господин — слуга» в самурайской среде. Наряду с этим Императорская власть провозгласила равенство крестьян, ремесленников и купцов, независимо от рода занятий и должностей. Они стали называться «простонародьем» (хэймин). В 1871 году правительство приравняло к нему париев, которые подвергались дискриминации в течение периода Эдо. Простонародье обязали взять фамилии, которые ранее носили исключительно самураи, а титулованной и нетитулованной знати теперь дозволялись межсословные браки. Традиционные ограничения на поездки и смену профессии были отменены. 4 апреля 1871 года Императорское правительство издало закон о регистрации населения. В следующем году население было занесено в посемейные регистровые книги в соответствии с тремя сословными категориями — титулованное и нетитулованное дворянство и простонародье.
Японское дворянство находилось полностью на государственном обеспечении. Дворяне получали ежегодную пенсию, которая составляла 30 % от всего бюджета страны. Для уменьшения финансового бремени в 1873 году правительство издало «Закон о возвращении пенсий Императору», который обязывал дворянство отказаться от пенсий в обмен на выплату единовременных премий. Однако это не помогло, а государственный долг по выплатам пенсий постоянно рос, поэтому в 1876 году власти окончательно отменили практику их начисления и выплат. В связи с этим правовая разница между самураями, которым с того же года запретили носить катаны, и простонародьем исчезла. Чтобы обеспечить своё существование, часть привилегированного сословия стала государственными служащими: правительственными клерками, полицейскими и учителями. Многие стали заниматься сельским хозяйством. Однако большая часть подалась в коммерцию и быстро обанкротилась из-за отсутствия предпринимательских навыков. Для спасения самураев правительство выделяло субсидии и поощряло их осваивать полудикий Хоккайдо. Однако эти меры оказались недостаточными, что стало причиной будущих беспорядков.

#### Земельно-налоговая реформа
Главнейшей задачей Императорского правительства в построении модернизированной Японии было создание надёжной финансовой системы. Основным источником пополнения государственной казны был земельный налог в виде натурального оброка, который веками платили японские крестьяне своим господам. После того как были ликвидированы княжества, правительство взяло на себя их долговые права и обязательства, поэтому пополнять бюджет деньгами было чрезвычайно сложно. Со временем власти взялись провести земельную и налоговую реформы, с целью стабилизировать японские финансы.
В 1871 году Императорское правительство разрешило создавать новые пахотные участки на нетронутых землях, а в следующем 1872 был отменён запрет на продажу земли и признано существование частной собственности. Владельцы недвижимости получили сертификаты на владение землёй, в которых указывалась цена участка. Система сертификатов ликвидировала традиционную общинную форму землевладения. 28 июля 1873 года на базе этой системы Императорское правительство начало земельно-налоговую реформу, которую завершило в 1880 году. В результате реформы вместо нестабильного урожая критерием налогообложения стала стабильная цена на землю, а собственники земельных участков превратились в налогоплательщиков. Земельный налог следовало платить деньгами в размере 3 % от стоимости земельного участка. Горные леса и участки, которые использовались членами общины совместно, были огосударствлены как ничейные. Эти преобразования обеспечили стабильное наполнение государственной казны и способствовали развитию товарно-денежных отношений в регионах. Однако, с другой стороны, они вызвали новую социальную дифференциацию и увеличили налоговое бремя на селе и, как следствие, стали причиной крестьянских волнений.

#### Образование

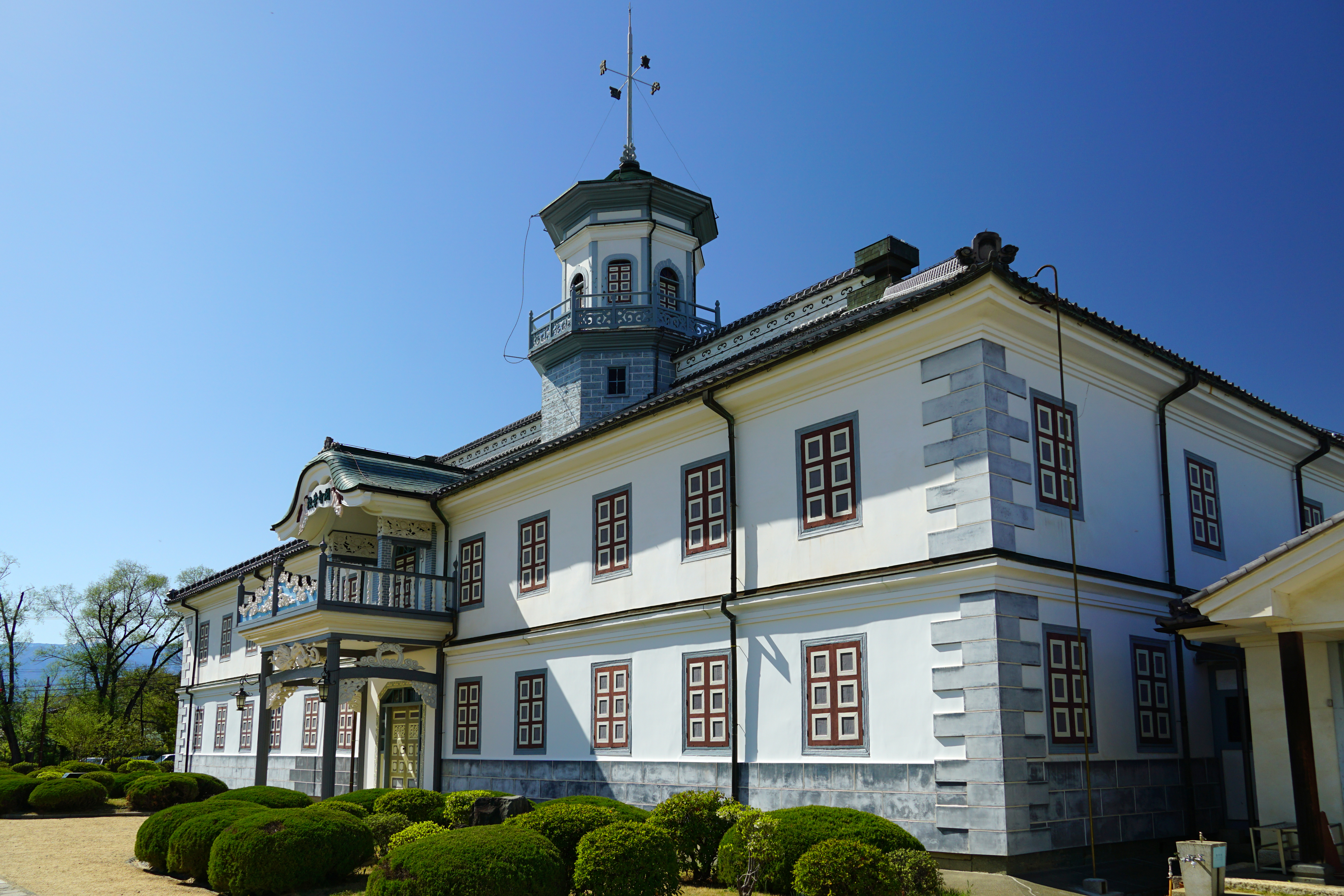
Школа Кайти — старейшая начальная школа в Японии.

В области образования правительство провело ряд кардинальных реформ. В 1871 году было создано Министерство культуры, центральное учреждение, отвечавшее за образовательную политику. В 1872 году оно издало постановление о системе государственного образования по французскому образцу. Согласно этой системе Япония была разделена на 8 университетских округов. Каждый округ мог иметь 1 университет и 32 средние школы. Каждая средняя школа образовывала отдельный район средней школы, в котором должно было работать 210 начальных школ. Однако постановление Министерства было скорее декларативным и не учитывало реальных возможностей педагогов и граждан. Поэтому в 1879 году Министерство издало «Указ об образовании», по которому система округов отменялась, а обязательное государственное образование ограничивалось лишь начальной школой немецкого образца. Впервые появились государственные учебные заведения, где мальчики и девочки учились вместе.
Государство также прилагало усилия для развития японского университетского образования. В частности, в 1877 году был основан Токийский университет, в котором по приглашению японского правительства работало много иностранных специалистов. В префектурах были созданы педагогические институты и высшие учебные заведения для женщин. Государственная инициатива была поддержана общественными деятелями. Так, Фукудзава Юкити стал учредителем частной школы Кэйо, будущего университета Кэйо, а Ниидзима Дзё — основателем школы Досися, будущего университета Досися.
Отдельные правительственные постановления относительно начального, среднего, высшего и университетского образования были приняты в 1880-х годах.

### Развитие промышленности и строительства
Перевод страны на индустриальный вектор развития привёл к промышленному росту и появлению в стране новых технологий. В 1872 году под управлением европейских инженеров была открыта первая железная дорога, соединившая Токио с Иокогамой. Паровозы доставили из Европы, а здание вокзала было спроектировано в США. Первым пассажиром стал сам император. Тогда же для передвижения по улицам, на основе английского образца, было принято левостороннее движение.
В 1877 и 1881 годах в стране состоялись Промышленные выставки для знакомства с перспективными мировыми технологиями в промышленности и в сельском хозяйстве. В 1877 году Александр Белл провёл телефонную линию между Токио и Иокогамой.
Вместо традиционной деревянной застройки, подверженной сильной опасности пожаров, в городах началось обширное каменное строительство, камнем покрывались и мостовые.

### Использование иностранных специалистов
Ещё до реставрации Мэйдзи правительство сёгуната Токугава наняло немецкого дипломата Филиппа Франца фон Зибольда в качестве дипломатического советника; голландского морского инженера Хендрика Хардеса для арсенала в Сасебо; Виллема Йохана Корнелиса Риддера Хейссена ван Каттендийке для Учебного центра флота в Нагасаки; французского военно-морского инженера Франсуа Леонса Верни для арсенала в Йокосуке; гражданского инженера из Шотландии Ричарда Генри Брантона. Затем были привлечены и иные иностранные специалисты.
Главной целью найма иностранных специалистов было получение западных технологий, также они должны были подготовить местных специалистов, которые владели бы необходимыми знаниями для эксплуатации этих технологий и их совершенствования. Поэтому молодые японцы постепенно занимали должности иностранцев после того, как они получали образование западного образца в Японии или за границей. Кроме специалистов по техническим дисциплинам было приглашено немало гуманитариев, которые должны были обучать иностранным языкам и дать широкое представление о западной культуре. Некоторые приглашенные специалисты параллельно занимались миссионерством.

## Международные отношения
см. также Миссия Ивакуры, Мирный договор на Канхвадо, Тайваньский поход, Аннексия Рюкю, Петербургский договор (1875)
Главной проблемой Императорского правительства времён реставрации были неравноправные договоры с европейскими государствами и США. Эти договоры были навязаны Японии иностранцами и заключены предыдущим правительством — сёгунатом Токугава. Японцы взяли курс на пересмотр кабальных соглашений законным путём и отправили в 1871 году в западные страны великое посольство во главе с министром Ивакурой Томоми. В состав миссии входило 50 должностных лиц и 60 студентов-стажёров. Для представления Японии на Западе требовался портрет императора, а изображать правителей традиция запрещала; запрет пришлось отменить, сфотографировав монарха в дворцовом одеянии. При посещении Санкт-Петербурга, Ивакура Томоми приобрёл портреты Петра I, к которому относился как к своему кумиру. Посольство не смогло добиться кассации неравноправных договоров со странами Запада, но провело скрупулёзный анализ политико-административной и социально-экономической систем посещённых ими государств. В 1876 году японский министр иностранных дел Тэрасима Мунэнори добился от правительства США соглашения о восстановлении таможенной автономии Японии, но из-за протестов Великобритании и Германии это соглашение было отменено.
Одновременно с этим, в 1871 году, японское правительство отправило посольство в Цинский Китай и заключило с ним японско-цинский договор о дружбе. Это было первое равноправное соглашение Японии с иностранным государством. Впоследствии добрососедские отношения были омрачены убийством японских подданных с Рюкю на острове Тайвань, который находился под суверенитетом китайской стороны. В 1874 году, под давлением военных и нетитулованной знати, Япония осуществила карательную экспедицию на остров. Конфликт был улажен при посредничестве Великобритании — китайцы признали правомерными действия японцев и выплатили контрибуцию погибшим.
Новая японская власть также была заинтересована в развитии японско-корейских отношений. Но корейская династия Чосон, которая придерживалась старой политики международной изоляции, отказывалась идти на контакт. Из-за этого в 1873 году в японском правительстве вспыхнули дебаты о завоевании Кореи. Партия силовиков во главе с Сайго Такамори и Итагаки Тайсукэ требовала выслать новое посольство в Корею и, в случае отказа, насильно заставить корейскую сторону покончить с изоляцией и заключить сделку. Тем не менее, в японском правительстве победила точка зрения партии прагматиков Окубо Тосимити и Кидо Такаёси. Они протестовали против силового решения вопроса отношений с Кореей, ссылаясь на неразрешённые проблемы внутри Японии. Несмотря на это, в 1876 году, после инцидента у острова Канхвадо, Япония смогла вступить в диалог с Кореей и подписать договор о дружбе, положивший конец корейской столетней изоляции. Этот договор был неравноправным — он лишал корейскую сторону возможности устанавливать пошлины на японские товары и судить японских граждан, совершивших преступления в Корее по корейским законам.

Миссия Ивакуры
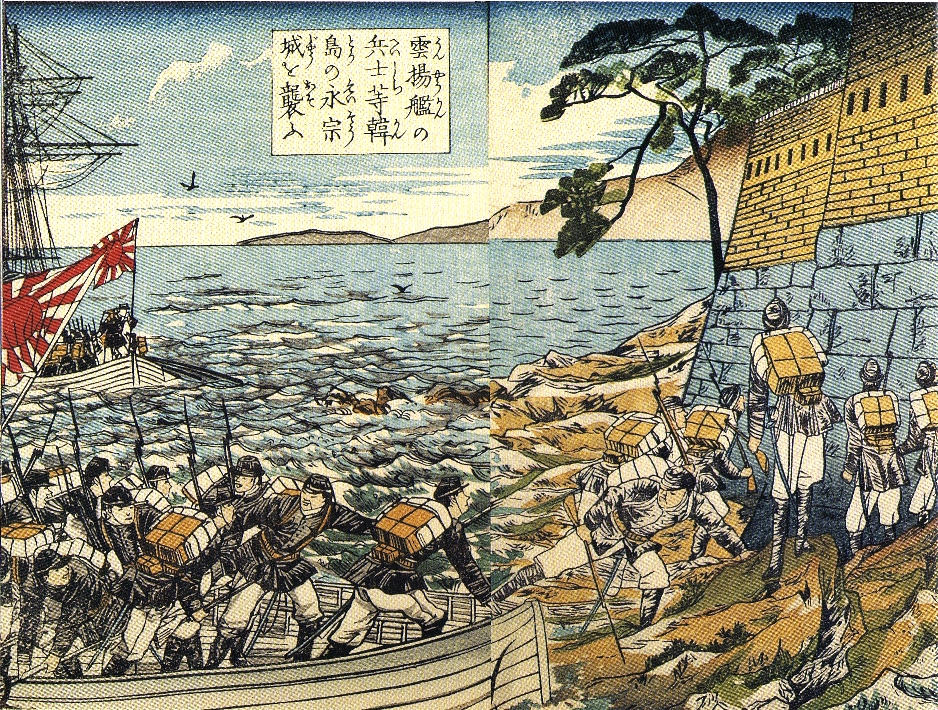
Инцидент у острова Канхвадо
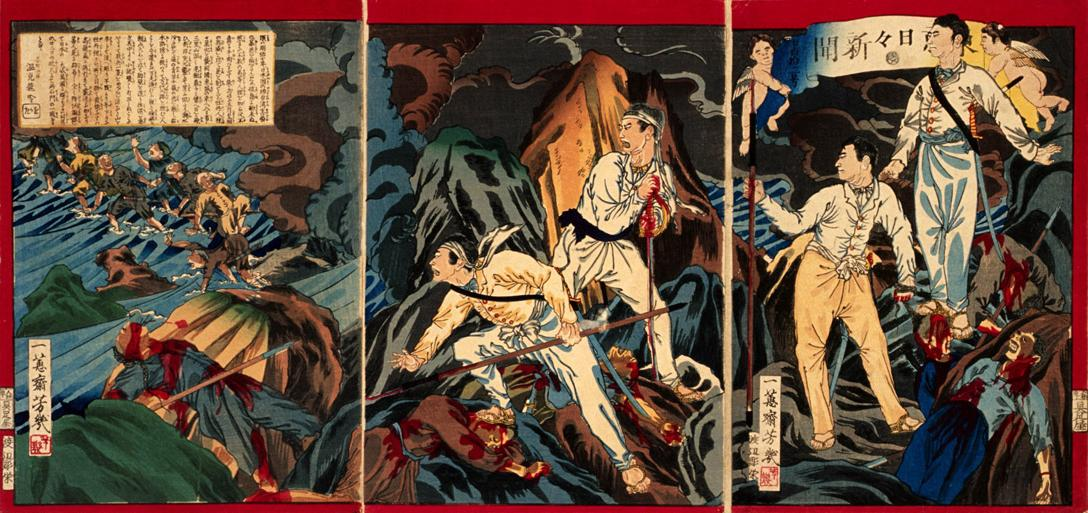
Тайваньский поход

Параллельно с этим японское правительство активно занималось укреплением своих границ. На юге японский суверенитет утвердился на островах Рюкю и Огасавара. В частности, в 1872 году японцы в одностороннем порядке провозгласили своим удельным владением государство Рюкю, которое находилось в вассальной зависимости и от Японии и Цин одновременно. Государство было превращено в княжество Рюкю, правителем которого стал бывший ван Рюкю Сё Тай. В 1879 году Япония окончательно аннексировала Рюкю, превратив удельное владение в префектуру Окинава. Острова Огасавара также были присоединены в одностороннем порядке, несмотря на протесты Великобритании и США, и переданы под прямой контроль Министерства внутренних дел.
Северные границы были определены путём переговоров с Российской империей. На середину XIX века, по договору 1854 года, Япония владела южным Сахалином и южной частью Курильской гряды. Поскольку у японцев не было ресурсов для освоения Сахалина, они обменяли его на остальные Курильские острова, находившиеся под контролем русских. Обмен Сахалина на Курилы был утверждён в 1875 году договором в Санкт-Петербурге.
Первый в истории Японии официальный визит представителя правящей семьи иностранной державы состоялся в 1869 году. Это было посещение императора герцогом Эдинбургским. Для принятия высокопоставленного иностранца были в спешном порядке разработаны дипломатические придворные правила, поскольку никогда до того представителей иноземных держав на таком высоком уровне не принимали и императора Японии равным прочим монархам не считали. После обмена подарками, император Муцухито передал герцогу стихотворение, написанное им лично для британской королевы Виктории:

Если правишь с думой о людях
Небо с Землёю вместе пребудут
Веки вечные.
— перевод А. Н. Мещерякова
Во время франко-прусской войны 1870—1871 годов Япония заявила о нейтралитете, впервые приняв участие в политической жизни великих европейских держав.

## Культурные преобразования

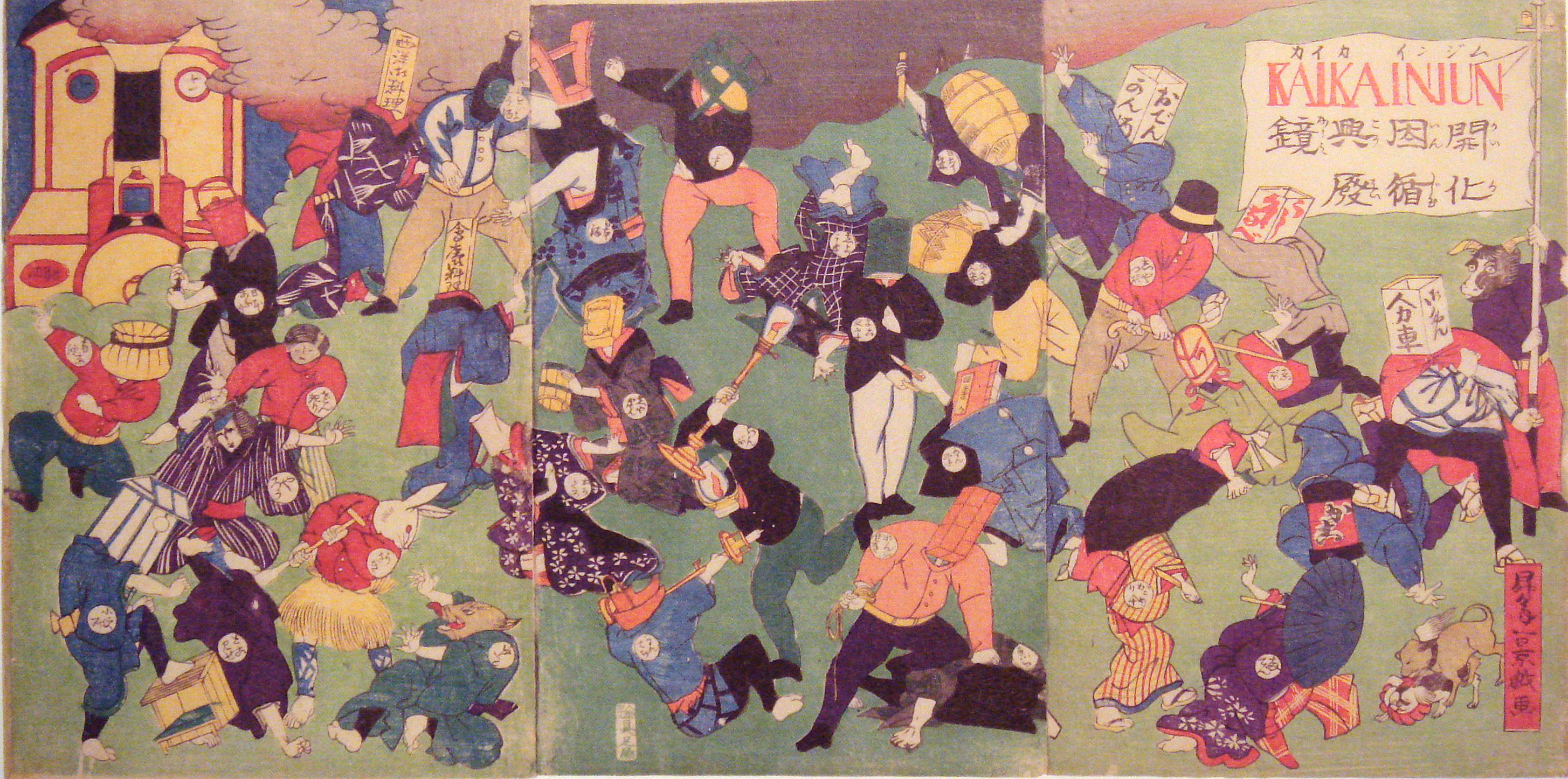
Аллегория борьбы нового и старого, картина около 1870 года.

Японское правительство стремилось к модернизации страны во всех сферах жизни и активно способствовало внедрению новейших западных идей и западного образа жизни. Эти меры были восприняты положительно большинством японских интеллектуалов и получили широкую пропаганду среди общественности стараниями журналистов. В японском обществе появилась мода на все новое, прогрессивное, западное. Японский традиционный быт, который практически не менялся веками, испытал головокружительные перемены. Центрами этих изменений становились крупные урбанистические центры — Токио, Иокогама, Осака, Кобе и другие. Явление модернизации японской культуры путём заимствования европейских достижений получило название по популярному лозунгу той эпохи — «Цивилизация и просвещение».
В области философии господствующими идеологиями стали западные либерализм и индивидуализм. Морально-этические принципы предыдущих эпох, базировавшиеся на конфуцианстве, буддизме и синто, расценивались как устаревшие. Издавались переводы трудов Руссо, Гегеля, Спенсера, Дарвина. На базе этих работ японские мыслители развили тезис о «естественных правах человека» на свободу, равенство и счастье. Популяризаторами этого тезиса были Фукудзава Юкити и Накамура Масанао. Их работы «Состояние дел на Западе», «Продвижение наук», «Конспект теории цивилизации», «Легенды Запада», «Теория свободы» и другие были бестселлерами своего времени. Они способствовали демонтажу традиционного мировоззрения и формированию нового японского национального сознания.

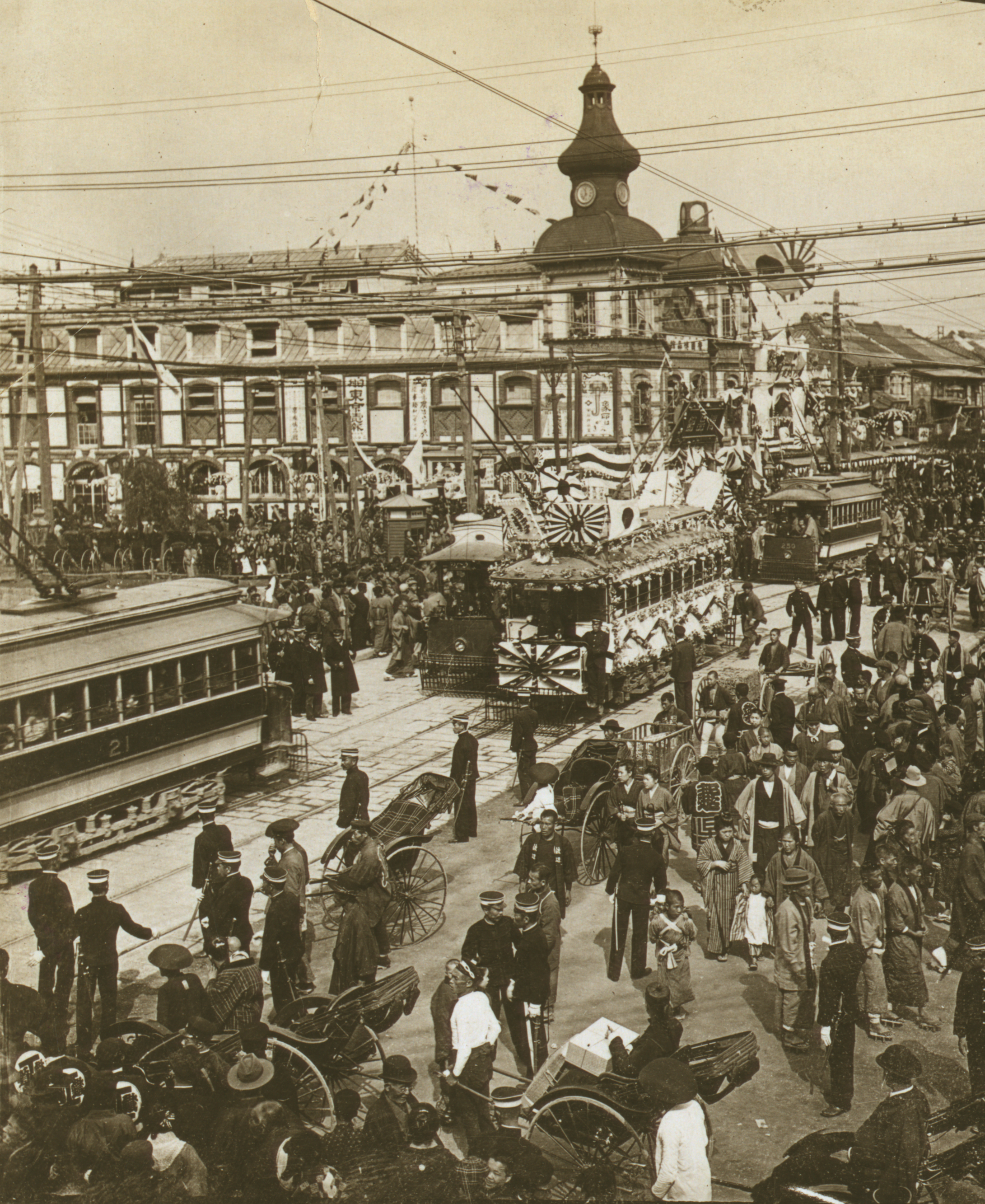
Запруженная улица Токио времён периода Мэйдзи.

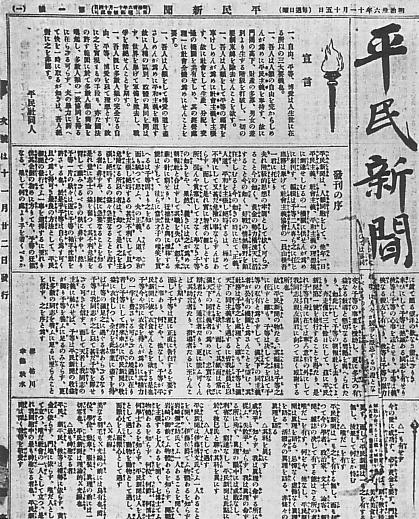
Газета «Хэймин Симбун», 1904 год.

Преобразования времён реставрации Мейдзи изменили религиозную карту Японии. После провозглашения в 1868 году курса на восстановление древнего японского государства, правительство решило сделать местное язычество синто государственной религией. В том же году был издан указ о разграничении синто и буддизма, положивший конец тысячелетней традиции синто-буддистского синкретизма. Синтоистские святилища и буддистские монастыри были разграничены, а тысячи буддистских храмов ликвидированы. Среди японских чиновников, интеллектуалов и мещан возникло мощное антибуддистское движение. В 1870 году Император провозгласил «Декларацию о великом учении», по которой синто становилось государственной религией Японии. Все синтоистские святилища Японии были интегрированы в одну организацию, во главе с Императором как синтоистским первосвященником. День рождения императора и день основания японского государства были объявлены государственными праздниками.
На фоне огосударствления синто, японское правительство продолжало политику запрета христианства, унаследованную с конца XVI века. Лица, которые исповедовали эту религию, преследовались властями и наказывались смертной казнью. Лишь под давлением западных государств, в 1873 году, японское правительство отменило все запреты. Благодаря этому в Японии стали прибывать католические и протестантские миссионеры, которые, кроме проповедования христианства, способствовали становлению в Японии системы образования и здравоохранения западного образца. Новая религия стала популярной среди японской интеллигенции, однако в правительственных кругах и особенно в армии к христианам, как и раньше, относились враждебно.
В ходе реставрации Мэйдзи в стране особый импульс развития получило издательское дело и журналистика. В Токио стали выходить ежедневные газеты и журналы. Они способствовали формированию гражданского общества, печатая не только новости, но и критические статьи на актуальные политико-социальные проблемы. Так, в 1873 году японские западники Мори Аринори, Фукудзава Юкити, Ниси Аманэ, Като Хироюки и Нисимура Сигэки основали просветительское общество Мэйрокуся, которое издавало журнал «Мэйроку дзасси» и ратовало за модернизацию мировоззрения нации и ликвидацию «феодальных пережитков» прошлого.
В 1872 году японское правительство приняло европейскую систему летоисчисления и григорианский календарь. 3 день 12 месяца 5 года Мэйдзи был провозглашён 1-м января 1872 года. Новый календарь стал использоваться в официальной правительственной документации, региональных администрациях, армии и т. д. Однако традиционный солнечно-лунный календарь сохранился на селе, поскольку лучше соответствовал потребностям японского сельского хозяйства. Была также изменена система отсчёта времени — разделение суток на японские 12 часов было заменено на 24 европейские часа.
Модернизация сильно изменила быт японцев. В крупных городах начали носить западную одежду и короткие причёски. Сначала этой моды придерживались чиновники и военные, но со временем она получила распространение среди широких слоёв населения. В Токио и Иокогаме появились первые кирпичные дома, газовые фонари, а также новый вид транспорта — рикша. Постепенно, с развитием транспорта и издательского дела, новая мода на западные новинки распространилась из городов в японскую провинцию. Несмотря на положительные сдвиги, модернизация нанесла сильный ущерб традиционной культуре и мировоззрению японцев. Немало культурных достижений Японии были вывезены за границу как хлам, осев в частных коллекциях и музеях США, Франции и Великобритании.
При и после реставрации Мэйдзи в Японской империи появились первые награды и начала формироваться наградная система. За основу бралась система европейских наградных систем. Так, первой Японской медалью стала военная медаль «За участие в тайваньском походе», эта же медаль стала первой военной медалью почёта. Первым орденом стал Императорский орден Мэйдзи, позже переименованный в Орден Восходящего солнца.

## Значение
В результате реставрации Япония «прыгнула» в Новое время. Была реорганизована армия. Начато строительство полноценного военного флота. Реформа государственного устройства, социальная и экономические реформы, а также отказ от самоизоляции создали благоприятные условия для развития Японии в конкурентоспособное, в том числе экономически, общество.
С одной стороны, Япония избежала риска попасть в полную политическую зависимость от европейских держав или США. С другой стороны, включившись в экономическую и политическую гонку с Европой, Япония ушла далеко вперёд в сравнении с другими восточноазиатскими государствами.
Дарон Аджемоглу и Джеймс Робинсон в книге «Почему одни страны богатые, а другие бедные» сравнивают Реставрацию Мэйдзи с Великой французской революцией, отмечая, что в обоих случаях произошли быстрые и значительные институциональные изменения: прежние феодальные институты были в одночасье отменены, было провозглашено равенство всех социальных групп перед законом и отменены все ограничения на внутренние перемещения и торговлю, введены право частной собственности на землю и свобода выбора профессии. Началась модернизации инфраструктуры. К 1890 году Япония стала первой азиатской страной, имеющей письменную конституцию, выборный парламент и независимую судебную систему.